# ARTV
ARTV, ou Canal Parlamento, é um canal público de televisão, pertence ao Estado português, que transmite as reuniões plenárias da Assembleia da República. Apesar de ser um serviço público de televisão, não faz parte do operador estatal RTP.
Este canal é exibido através dos operadores de televisão paga e em sinal aberto, através da Televisão Digital Terrestre e do seu site (canal.parlamento.pt).

## História
O canal iniciou a emissão na TV paga no operador TV Cabo em 18 de setembro de 2002, vindo só a emitir livremente na TDT 10 anos depois, em 27 de dezembro de 2012, sendo o primeiro canal a estrear-se na televisão terrestre portuguesa através da TDT. As emissões regulares começaram em 3 de janeiro de 2013. A 22 de julho de 2015, o canal passou a transmitir em 16:9.[carece de fontes?]
O canal está também incluído em todas as operadoras disponíveis em Portugal, menos nas low cost UZO e WOO

## Conselho de Direção
O Conselho de Direção é composto por:
| Nome | Nome                      | Partido |
| ---- | ------------------------- | ------- |
|      | André Pinotes Batista     | PS      |
|      | Paulo Rios de Oliveira    | PSD     |
|      | Jorge Valsassina Galveias | CH      |
|      | João Cotrim de Figueiredo | IL      |
|      | Bruno Dias                | PCP     |
|      | Joana Mortágua            | BE      |

## Controvérsia de abril de 2023
A 27 de abril de 2023, durante a XV Legislatura, o site informativo Observador noticiou que o vídeo que havia sido gravado por uma câmara da ARTV após a cerimónia do discurso de Lula da Silva na Assembleia da República, com a presença de Augusto Santos Silva, Presidente da Assembleia da República, Marcelo Rebelo de Sousa, Presidente da República, e António Costa, Primeiro-ministro — entre outros — e em que Santos Silva abordava o protesto do Chega que aconteceu durante o discurso do Presidente da República brasileiro e, alegadamente, criticava a Iniciativa Liberal (IL) que, com a exceção de Rodrigo Saraiva e Rui Rocha, decidiu ausentar-se da câmara durante o discurso, tinha sido apagado do site da ARTV depois de o Observador dar conta do momento em texto e em vídeo. Na sequência da divulgação das imagens, a IL pediu ao Presidente da Assembleia da República que se retratasse e Santos Silva negou que tivesse atacado a IL e lamentou a divulgação da conversa. O Presidente da Assembleia da República considerou depois que o vídeo — também transmitido em direto — tinha sido gravado de forma ilegal e mandou abrir uma investigação ao acontecimento.